# Jardim do Morro

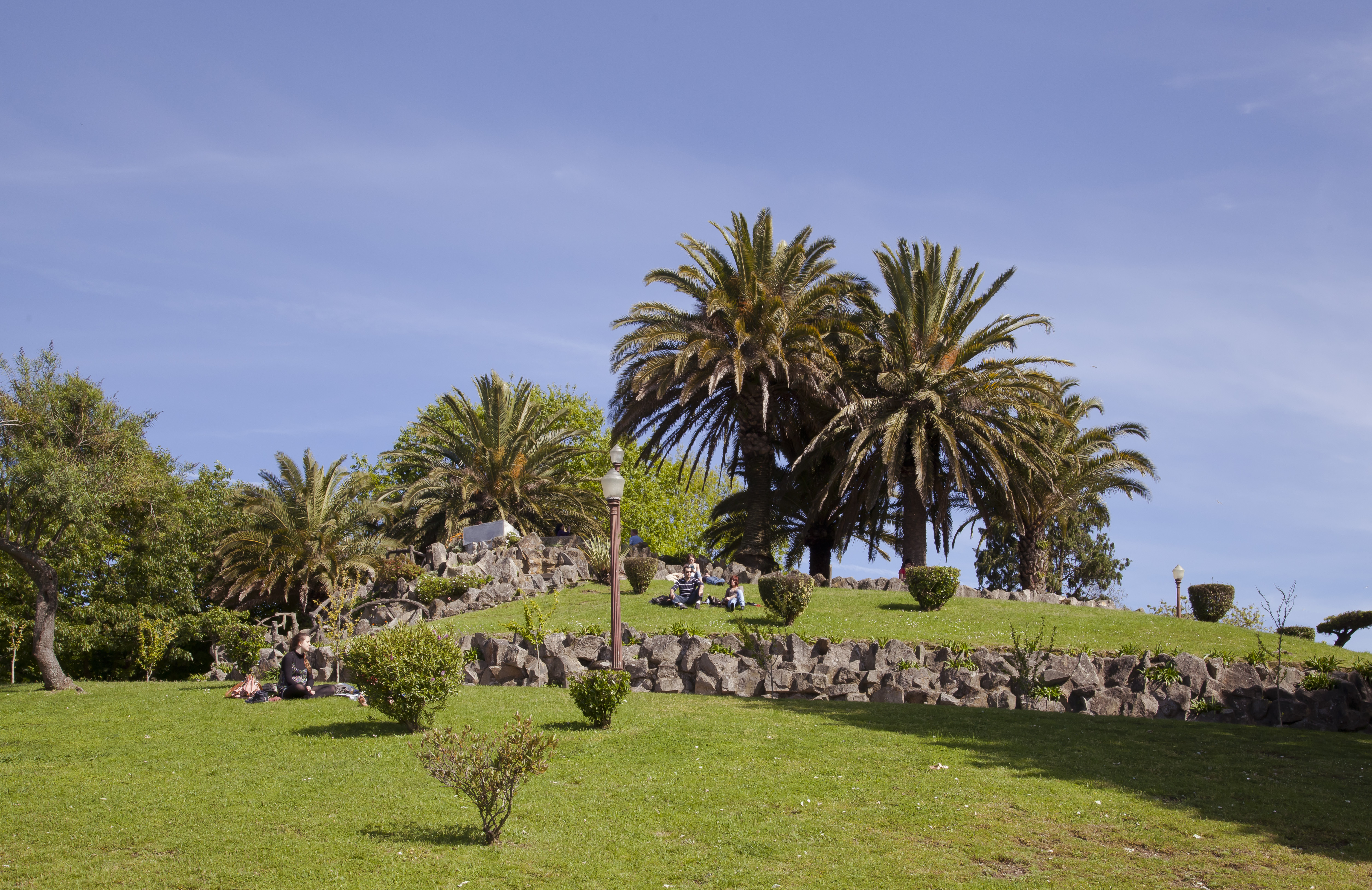
Jardim do Morro.

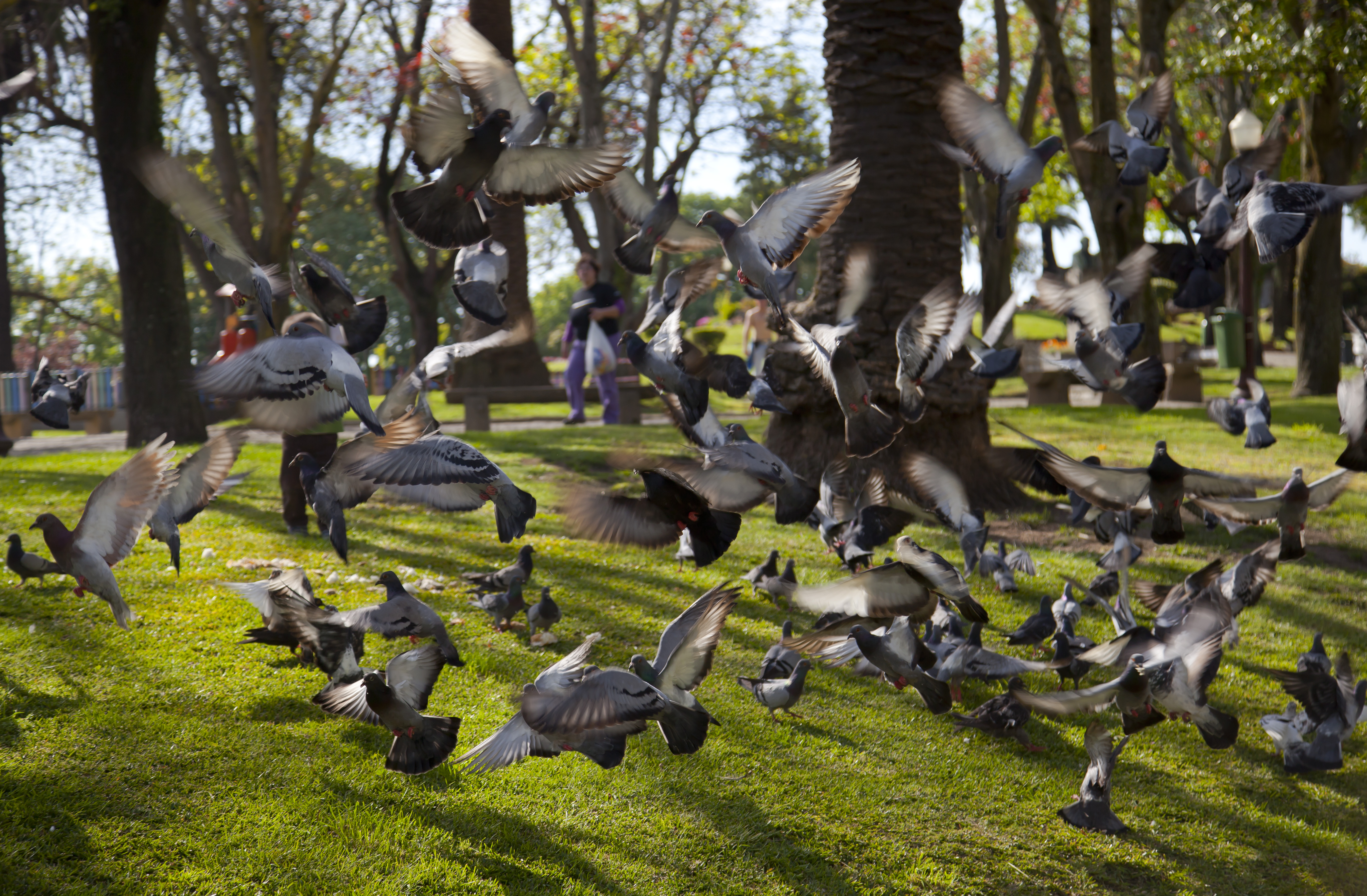
Palomas en el jardín.

El Jardim do Morro (‘Jardín de la Colina’) es un jardín en la parroquia de Santa Marinha, en Vila Nova de Gaia, Portugal.
Está localizado en las cercanías de Serra do Pilar, junto al paso superior del Puente Don Luis I, con un mirador magnífico del centro histórico de Oporto. El jardín cuenta con un lago, un quiosco y una amplia variedad de fauna, entre la que se encuentran 22 tilias alineadas a lo largo del tramo final de la Avenida da República.

## Teleférico
El Teleférico de Vila Nova de Gaia conecta la plaza de Super Bock en el Cais de Gaia con el Jardim do Morro cubriendo una distancia de 560 metros, y se inauguró el 1 de abril de 2011. El teleférico opera entre las 10:00 y las 18:00 durante el invierno, y entre las 10:00 y las 20:00 durante el verano.